# 조지프 리브갓

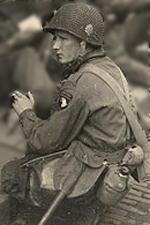

조지프 "조" 리브갓(Joseph "Joe" Liebgott) (1915년-1992년)은 미국 육군 101 공수사단 506 낙하산 보병 연대 E 중대의 중대원으로서 제2차 세계 대전에 참전했던 참전 용사이며 예비역 미국 육군 하사이다. 텔레비전 미니시리즈 《밴드 오브 브라더스》에서 영국 배우 로스 맥컬이 연기하였다.

## 대전 이전
미니시리즈 밴드 오브 브라더스에서 나타난 것과는 달리, 리브갓은 일생 중 단 한번도 샌 프란시스코에서 거주한 적은 없다. 리브갓은 공수부대원이 되기 전 캘리포니아주 오클랜드에서 이발사로 일했다.

## 제2차 세계 대전 중
리브갓은 이지 중대가 주도한 모든 주요 전투에 참여하였다. 리브갓은 독일어를 유창하게 구사할 수 있었기 때문에 통역은 그의 가장 중요한 역할이었다. 이지 중대가 독일 란트베르크(Landsberg)의 유대인 강제 수용소를 발견 했을 때, 리브갓은 리처드 윈터스 소령을 위해 통역을 하기도 하였다. 때문에 그는 수용된 사람들에게 그들의 건강 진단을 위해 수용소로 되돌아 가야 한다는 사실을 알리는 일을 해야만 했다. 리브갓은 이 일에 심적 고통을 받았는데 그 이유는 리브갓 또한 유대인이었기 때문이었다.

## 대전 이후
전쟁을 무사히 마친 리브갓은 오클랜드로 돌아가서 이발사 일을 계속하였다. 미니시리즈 밴드 오브 브라더스에서 리브갓이 샌프란시스코로 가서 택시 운전 기사가 되었다는 것은 잘못 알려진 것이다. 리브갓은 이지 중대의 친목회에 단 한번도 참여하지 않았기 때문에 전쟁으로 인한 신경 쇠약에 시달리고 있다는 소문이 생겨나기도 하였다.
리브갓은 1992년 사망했다.

## 같이 보기
- 미국 506 낙하산 보병 연대 E 중대
- 《밴드 오브 브라더스》